# Чад Оливър
Чад Оливър (на английски: Chad Oliver) е американски антрополог и писател на произведения в жанра научна фантастика, фентъзи и уестърн. 

## Биография и творчество
Симс Чадуик „Чад“ Оливър е роден на 30 март 1928 г. в Синсинати, Охайо, САЩ. Баща му е хирург, а майка му е медицинска сестра. Когато е малък, страда от ревматична треска и прекарва известно време в лечение, време, през което се запалва по научната фантастика. Завършва английска филология и антропология в Тексаския университет с магистърска степен през 1952 г. с дипломна работа на тема за научната фантастика. Получава докторска степен по антропология от Калифорнийския университет в Лос Анджелис. Работи в Тексаския университет, където два пъти е бил председател на катедрата по антропология.
Първият му разказ „The Land of Lost Content“ (Страната на изгубеното съдържание) е публикуван през 1950 г. Първият му роман „Mists of Dawn“ (Мъгли на зората) е издаден през 1952 г.
Става известен с романа си „Ветровете на времето“ от 1957 г. Историята е за срещата на извънземни от планетата Лортас, чийто космически кораб каца аварийно на Земята около 13 000 пр.н.е. и срещат примитивни култури. Те остават в хибернация до откриването им от риболовеца Уес Чейс, който се опитва да преодолее ужаса си от срещата, за да им помогне в мисията им за мир в космоса.
Неговата научна фантастика обикновено се класифицира като антропологична научна фантастика, защото той често използва елементи от професионалната си работа, за да конструира произведенията си. Той е и запален риболовец на муха, поради което творбите му включват действия и преживявания, свързани с риболов в движеща се вода („The Shores of Another Sea“). Чад Оливър е основател на Работилницата за писатели в град Търки, Тексас, събрала множество писатели на научна фантастика и считана за „люлка на киберпънка“.
Освен научна фантастика пише и уестърни – „The Wolf Is My Brother“ (Вълкът е моят брат) от 1967 г., „Broken Eagle“ (Счупен орел) от 1989 г. и „The Cannibal Owl“ (Совата канибал) от 1994 г.
Чад Оливър умира на 9 август 1993 г. в Остин, Тексас.

## Произведения

### Самостоятелни романи
- Mists of Dawn (1952)[1][2][3]
- Shadows in the Sun (1954)
- The Winds of Time (1957)
Ветровете на времето, изд.: „Георги Бакалов“, Варна (1985), прев. Лидия Цекова-Маринова
- Unearthly Neighbors (1960)
- The Wolf Is My Brother (1967)
- The Shores of Another Sea (1971)
- Giants in the Dust (1976)
- Broken Eagle (1989)
- Another World (1993)
- The Cannibal Owl (1994)

### Сборници
- Another Kind (1955)[1][2]
- The Edge of Forever (1971)

### Разкази
- The Last Word – с Чарлз Бомонт[1][3]
- The Marginal Man
- Blood's a Rover (1952)
- Final Exam (1952)
- The Ant and the Eye (1953)
- The Life Game (1953)
- Technical Adviser (1953)
- Shadows in the Sun (1954)
- North Wind (1956)
- Between the Thunder and the Sun (1957)
- The Wind Blows Free (1957)
И вятърът се носи волен, сп. „Наука и техника за младежта “ (1986), прев. Лиляна Георгиева
- Far from This Earth (1970)
- King of the Hill (1972)
- Ghost Town (1983)